# Quattro Giorni di Dunkerque 1991
La Quattro Giorni di Dunkerque 1991, trentasettesima edizione della corsa, si svolse dal 7 al 12 maggio su un percorso di 962 km ripartiti in 6 tappe (la seconda e la quinta suddivise in due semitappe), con partenza e arrivo a Dunkerque. Fu vinta dal francese Charly Mottet della R.M.O. davanti al suo connazionale Laurent Jalabert e al belga Johan Museeuw.

## Tappe
| Tappa  | Data      | Percorso                                                | km    | Vincitore di tappa | Leader cl. generale |
| ------ | --------- | ------------------------------------------------------- | ----- | ------------------ | ------------------- |
| 1ª     | 7 maggio  | Dunkerque > Dunkerque                                   | 169,2 | Remig Stumpf       | Remig Stumpf        |
| 2ª-1ª  | 8 maggio  | Dunkerque > Boulogne-sur-Mer                            | 112,7 | Laurent Jalabert   | Laurent Jalabert    |
| 2ª-2ª  | 8 maggio  | Boulogne-sur-Mer > Boulogne-sur-Mer (cron. individuale) | 8,2   | Frans Maassen      | Laurent Jalabert    |
| 3ª     | 9 maggio  | Béthune > Laon                                          | 191   | Paul Haghedooren   | Laurent Jalabert    |
| 4ª     | 10 maggio | Laon > Tourcoing                                        | 185,7 | Johan Museeuw      | Johan Museeuw       |
| 5ª-1ª  | 11 maggio | Cassel > Cassel (cron. individuale)                     | 6,8   | Frans Maassen      | Laurent Jalabert    |
| 5ª-2ª  | 11 maggio | Cassel > Cassel                                         | 123   | Charly Mottet      | Charly Mottet       |
| 6ª     | 12 maggio | Gravelines > Dunkerque                                  | 165,9 | Johan Capiot       | Charly Mottet       |
| Totale | Totale    | Totale                                                  | 962   |                    |                     |

## Dettagli delle tappe

### 1ª tappa
- 7 maggio: Dunkerque > Dunkerque – 169,2 km

| Pos. | Corridore        | Squadra      | Tempo    |
| ---- | ---------------- | ------------ | -------- |
| 1    | Remig Stumpf     | Histor-Sigma | 4h17'26" |
| 2    | Johan Museeuw    | Lotto        | s.t.     |
| 3    | Laurent Jalabert | Toshiba      | s.t.     |

| Pos. | Corridore    | Squadra      | Tempo |
| ---- | ------------ | ------------ | ----- |
| 1    | Remig Stumpf | Histor-Sigma |       |

### 2ª tappa - 1ª semitappa
- 8 maggio: Dunkerque > Boulogne-sur-Mer – 112,7 km

| Pos. | Corridore        | Squadra   | Tempo    |
| ---- | ---------------- | --------- | -------- |
| 1    | Laurent Jalabert | Toshiba   | 2h45'22" |
| 2    | Vassili Jdanov   | TVM-Sanyo | s.t.     |
| 3    | Thierry Laurent  | R.M.O.    | s.t.     |

| Pos. | Corridore        | Squadra | Tempo |
| ---- | ---------------- | ------- | ----- |
| 1    | Laurent Jalabert | Toshiba |       |

### 2ª tappa - 2ª semitappa
- 8 maggio: Boulogne-sur-Mer > Boulogne-sur-Mer (cron. individuale) – 8,2 km

| Pos. | Corridore        | Squadra | Tempo  |
| ---- | ---------------- | ------- | ------ |
| 1    | Frans Maassen    | Buckler | 10'25" |
| 2    | Johan Museeuw    | Lotto   | a 4"   |
| 3    | Laurent Jalabert | Toshiba | a 13"  |

| Pos. | Corridore        | Squadra | Tempo |
| ---- | ---------------- | ------- | ----- |
| 1    | Laurent Jalabert | Toshiba |       |

### 3ª tappa
- 9 maggio: Béthune > Laon – 191 km

| Pos. | Corridore               | Squadra      | Tempo    |
| ---- | ----------------------- | ------------ | -------- |
| 1    | Paul Haghedooren        | SEFB         | 4h31'33" |
| 2    | Johan Museeuw           | Lotto        | a 6"     |
| 3    | Benjamin Van Itterbeeck | Histor-Sigma | s.t.     |

| Pos. | Corridore        | Squadra | Tempo |
| ---- | ---------------- | ------- | ----- |
| 1    | Laurent Jalabert | Toshiba |       |

### 4ª tappa
- 10 maggio: Laon > Tourcoing – 185,7 km

| Pos. | Corridore        | Squadra | Tempo    |
| ---- | ---------------- | ------- | -------- |
| 1    | Johan Museeuw    | Lotto   | 5h12'17" |
| 2    | Wiebren Veenstra | Buckler | s.t.     |
| 3    | Laurent Jalabert | Toshiba | s.t.     |

| Pos. | Corridore     | Squadra | Tempo |
| ---- | ------------- | ------- | ----- |
| 1    | Johan Museeuw | Lotto   |       |

### 5ª tappa - 1ª semitappa
- 11 maggio: Cassel > Cassel (cron. individuale) – 6,8 km

| Pos. | Corridore     | Squadra   | Tempo |
| ---- | ------------- | --------- | ----- |
| 1    | Frans Maassen | Buckler   | 9'29" |
| 2    | Charly Mottet | R.M.O.    | a 3"  |
| 3    | Thierry Marie | Castorama | a 4"  |

| Pos. | Corridore        | Squadra | Tempo |
| ---- | ---------------- | ------- | ----- |
| 1    | Laurent Jalabert | Toshiba |       |

### 5ª tappa - 2ª semitappa
- 11 maggio: Cassel > Cassel – 123 km

| Pos. | Corridore       | Squadra | Tempo    |
| ---- | --------------- | ------- | -------- |
| 1    | Charly Mottet   | R.M.O.  | 2h58'28" |
| 2    | Peter De Clercq | Lotto   | a 40"    |
| 3    | Yvon Madiot     | R.M.O.  | a 48"    |

| Pos. | Corridore     | Squadra | Tempo |
| ---- | ------------- | ------- | ----- |
| 1    | Charly Mottet | R.M.O.  |       |

### 6ª tappa
- 12 maggio: Gravelines > Dunkerque – 165,9 km

| Pos. | Corridore        | Squadra      | Tempo    |
| ---- | ---------------- | ------------ | -------- |
| 1    | Johan Capiot     | TVM-Sanyo    | 4h11'31" |
| 2    | Wiebren Veenstra | Buckler      | s.t.     |
| 3    | Remig Stumpf     | Histor-Sigma | s.t.     |

| Pos. | Corridore        | Squadra | Tempo     |
| ---- | ---------------- | ------- | --------- |
| 1    | Charly Mottet    | R.M.O.  | 24h18'54" |
| 2    | Laurent Jalabert | Toshiba | a 14"     |
| 3    | Johan Museeuw    | Lotto   | a 16"     |

## Classifiche finali

### Classifica generale
| Pos. | Corridore           | Squadra                | Tempo     |
| ---- | ------------------- | ---------------------- | --------- |
| 1    | Charly Mottet       | R.M.O.                 | 24h18'54" |
| 2    | Laurent Jalabert    | Toshiba                | a 14"     |
| 3    | Johan Museeuw       | Lotto-Superclub        | a 16"     |
| 4    | Frans Maassen       | Buckler                | a 24"     |
| 5    | Thierry Marie       | Castorama-Raleigh      | a 46"     |
| 6    | Dimitri Zhdanov     | Panasonic-Sportlife    | a 47"     |
| 7    | Viatcheslav Ekimov  | Panasonic-Sportlife    | a 53"     |
| 8    | Jean-Claude Colotti | TonTon Tapis-GB-Corona | a 1'07"   |
| 9    | Peter De Clercq     | Lotto-Superclub        | a 1'14"   |
| 10   | Thierry Laurent     | R.M.O.                 | a 1'16"   |